# 压力油炸

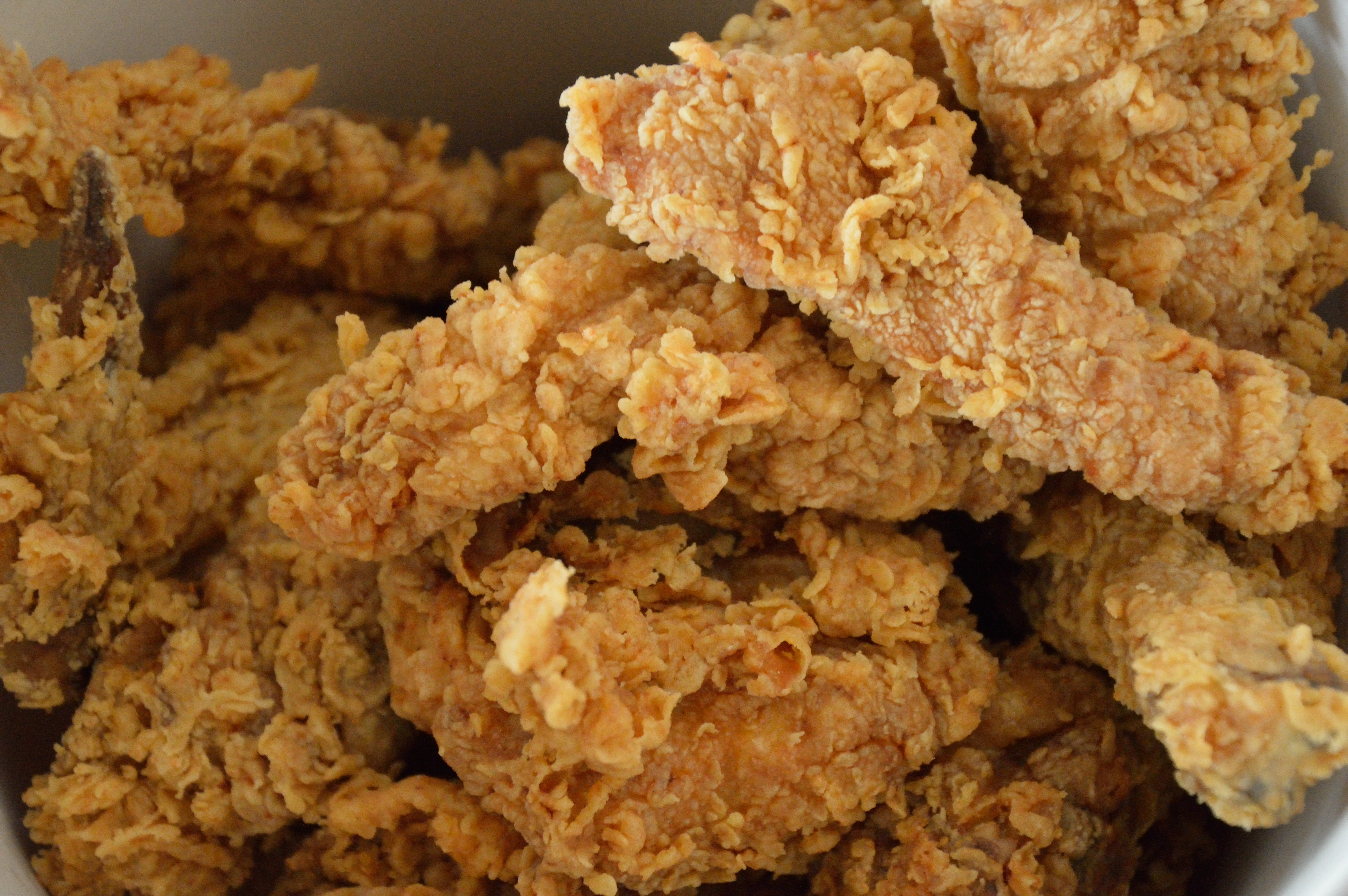
肯德基使用压力油炸烹饪的炸鸡

压力油炸是在密封的油炸炉中炸製食物的烹饪方法。进行压力油炸时，食物释放的蒸汽不会流失。因为锅中的气压高，油的沸点也随之升高，使烹饪时的油温升高，食物能较快变熟，食物的外观和质地相对理想。
压力油炸一般需要使用特制的压力油炸锅。普通的家用高压锅不适合进行压力油炸烹饪，因为普通高压锅是按水在高压锅中的沸点121摄氏度设计的。进行压力油炸时，油的温度可达160摄氏度。如此高的温度可能会损坏家用高压锅的垫片等部件。